# Partidos políticos de Argentina

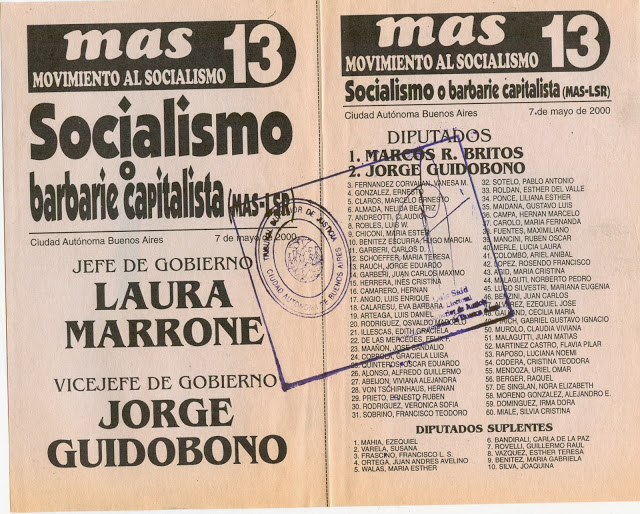
Movimiento al Socialismo.

En Argentina comienza distinguirse luego de la firma de la declaración de la independencia y tiene punto inicial en la Anarquía del año 20. Sus pioneros fueron el Partido Federal y el Partido Unitario. Finalizadas las guerras civiles, el panorama político apareció dividido entre el Partido Nacional y el Partido Autonomista. Hacia 1880 se formó el PAN (Partido Autonomista Nacional), estableciendo de hecho un régimen de partido único que gobernó entre 1874 y 1916. En los años 1890, se fundaron la Unión Cívica Radical y el Partido Socialista y en los años cuarenta se fundó el Partido Justicialista.
A partir de 1946 la vida política argentina estuvo polarizada entre radicales y justicialistas. Esa polarización estuvo afectada por golpes de estado militares sistemáticos. Desde 1983, Argentina disfruta de una democracia sin interrupciones. Desde ese año hasta la actualidad, la mayoría de los presidentes han sido radicales o peronistas.

## De Revolución de Mayo a la Anarquía del año 20
Al ser destituido el Virrey español por amplia mayoría del Cabildo se produjo la designación de los miembros de la Primera Junta fue realizada con el objetivo de que todos los sectores sociales que apoyaban la revolución se encontraran representados y en equilibrio. Cornelio Saavedra representaba al sector militar, Manuel Alberdi como representante del clero; Mariano Moreno, Juan José Castelli, Manuel Belgrano representaban a los intelectuales y abogados. En esta revolución se reivindicó la consideración del cambio institucional, cuando las circunstancias y las necesidades del bien común lo aconsejaban, fue considerado un derecho natural del hombre y de la sociedad, a diferencia de hoy en día que en la Argentina, el bien común no es constitucional y  se interpreta como inmoral y contrario al bien común a lo que se llama lo legal y constitucional.  Juan Pablo II reafirma "La autoridad es postulada por el orden moral y deriva de Dios. Por lo tanto si las leyes de los gobernantes  estuvieran en contradiccion con el orden y, consiguientemente, en contradiccion con la voluntad de Dios, no tendrian fuerza para obligar en conciencia..., mas aun la autoridad dejaria de ser tal". Por necesidad de supervivencia, se necesita una autoridad legitima, que debe ser ocupado por alguien que sea capaz de salvar la sociedad. 
La Junta de gobierno surgida el viernes 25 de mayo de 1810 en Buenos Aires, capital del Virreinato del Río de la Plata, como consecuencia del triunfo de la Revolución de Mayo que destituyó al virrey Baltasar Hidalgo de Cisneros, existió como tal hasta el 18 de diciembre del mismo año, ya que con la incorporación de diputados del interior se transformó en la Junta Grande.
Pronto comenzaron las divisiones entre los partidarios representados por Moreno y Saavedra respectivamente. Hacia fines de 1810 las divergencias en el seno de la Primera Junta entre los morenistas, que era tendencia más progresista y revolucionaria  dentro de la Junta, conducida por Moreno; y los saavedristas, tendencia más conservadora, encabezada por Saavedra, derivaron en discusiones internas. Mariano Moreno fue el motor de la revolución en marcha. Desde su cargo de secretario de la Junta impulso medidas innovadoras y trató difundir los ideales revolucionarios a través de La Gaceta, periódico fundado por él el 7 de junio de 1810. 
Cornelio Saavedra, líder militar representaba a los sectores más tradicionales que se conformaban con un cambio de gobierno que garantizara la libertad de comercio y que no modifique la situación social y económica que había dejado la dominación española. Como respuesta al gesto de un oficial del Regimiento de Patricios, en que exaltaba la persona de Saavedra, como si fuera el «rey o emperador de América», Moreno presentó a la Junta un proyecto de Supresión de Honores. Los jefes milicianos, temerosos de la pérdida de poder de Saavedra, presionaron para desplazar a Moreno. Las tensiones entre ambos sectores irían in cresendo. El excesivo personalismo de Saavedra y sus intentos de acaparar el poder de la Junta en su persona mediante presiones militares y sus reticencias a declarar una independencia formal condujeron a la ruptura total con el bando morenista. Oficialmente, Moreno marchaba en misión encomendada por la Junta Grande, pero en la práctica era un exilio de Buenos Aires, donde el grupo apoyado por Saavedra acaparaba el poder.
A fines de 1810  Moreno fue enviado a una misión a Gran Bretaña a la que nunca llegaría ya que murió en alta mar en circunstancias extrañas, los primeros días de marzo de 1811. Sus herederos políticos crearon el primer club político llamado "Club Morenista", cuyos miembros fundaron luego la Sociedad Patriótica. Según el testimonio de su hermano Manuel Moreno y de Tomás Guido, sus secretarios y acompañantes en ese viaje, murió debido a una convulsión producida por una sobredosis de un medicamento administrado por el capitán del buque: cuando llegaron al camarote de Moreno, el capitán sostuvo que le había suministrado cuatro gramos de un vomitivo de uso habitual en aquella época, elaborado con antimonio y tartarato de potasa, 40 veces aquella dosis que se conoce como mortal. Ambos testigos conjeturaron posteriormente que fue envenenado por el capitán del buque, y que la orden habría sido impartida por Saavedra. 
Durante la década de 1810, el país trató de organizarse bajo distintas formas de gobierno. La última de ellas, y la más extensa, fue el Directorio, que se organizó en 1814. Pero este gobierno, de índole centralista, debió enfrentar las reacciones autonomistas de varias provincias. La más notable fue la de la Liga Federal organizada por José Artigas en las provincias del litoral.

## Unitarios y Federales
Los unitarios conformaban un partido político argentino que proclamaban el centralismo y consideraba a las provincias como simples divisiones internas con escasa autonomía. Los unitarios fueron un grupo integrado en su mayoría por la élite de Buenos Aires y de las ciudades que eran capitales provinciales: miembros de la clase alta. Dicho partido tuvo vigencia desde 1816 a 1862. Ellos defendían principalmente la centralización del poder en la provincia de Buenos Aires y el libre comercio irrestricto como doctrina económica y un papel de fuerte vinculación con Gran Bretaña. Los unitarios buscaban que Buenos Aires fuera la cabeza y capital del país, ya que había heredado el aparato administrativo colonial del antiguo virreinato. Para los unitarios lo más lógico era establecer en Buenos Aires un gobierno nacional que tomara todas las decisiones, subordinando a los gobiernos provinciales, también proponía el voto censitario o limitado a una pequeña élite. Entre sus principales líderes se encontraban Lavalle, Lamadrid y Rivadavia.
Por otro lado el Partido Federal era apoyado por pequeños comerciantes, las clases bajas urbanas y la población rural. Junto con el apoyo
de los estancieros y otros grandes propietarios rurales que se fueron identificando con un proyecto político federal. Éste proponía la organización de un poder central que debía fundarse en el respeto por las autonomías de las provincias. En relación con el proyecto económico eran proteccionistas y otorgaban un papel central a las industrias nacionales, querían la distribución de los ingresos aduaneros que manejaba Buenos Aires y la libre navegación de los ríos interiores. Defendía el sistema federal de la República, la democracia y el voto universal. Se buscaba la libertad y la autonomía de las provincias delegando solo ciertas funciones a un Estado central. La existencia de los federales se registra desde el año 1816 hasta el 1868 y entre sus líderes se encontraban Artigas, Dorrego y Urquiza.
El gobernador federal de Buenos Aires, Juan Manuel de Rosas, asumió en 1835. Comenzó entonces el ocaso del Partido Unitario. Los ideales federales habían sido proclamados en el Pacto Federal de 1831 tras la derrota de las fuerzas unitarias dando paso a la Confederación Argentina. A su vez, el Pacto Federal funcionó en los hechos como constitución de Argentina hasta la sanción de la Constitución Nacional de 1853.

## Finales delsigloXIXe inicios delsigloXX
Procedente de familias aristocráticas de las provincias y de la capital, se nuclearon en la Liga de Gobernadores y luego en el Partido Autonomista Nacional, fusión de las fuerzas dominantes en el período precedente, el Partido Autonomista de Adolfo Alsina y el Partido Nacional de Nicolás Avellaneda, que junto al Partido Nacionalista de Bartolomé Mitre eran las tres ramas en las que se había dividido el Partido Unitario. En 1880, lanzó la candidatura a la presidencia del general Julio Argentino Roca. Durante tres décadas el partido ejerció el gobierno  mediante el fraude electoral y un modelo de virtual partido único. 
En 1912 se promulga la Ley Sáenz Peña, que estableció el voto secreto y obligatorio. 
Las primeras elecciones provinciales libres se realizaron en 1912 en la provincia de Santa Fe, y las primeras elecciones nacionales bajo esa ley fueron las de 1916.

## Actualidad política
En términos generales a partir del año 1945 la vida política de parte de la Argentina estuvo polarizada entre radicales y peronistas. El radicalismo se organiza en la Unión Cívica Radical, fundada en 1891, en tanto que el peronismo se organiza en el Partido Justicialista, fundado en 1946.
En un segundo plano, detrás de los dos actores del bipartidismo suelen competir electoralmente agrupaciones políticas más claramente alineadas con la izquierda (como ha sido el caso en diferentes momentos históricos del Partido Socialista, o del Frente Grande) y otras más inclinadas hacia la derecha del arco político (Unión del Centro Democrático, Acción por la República, o del PRO).
Producido el golpe de Estado de septiembre de 1955 —que derrocó al gobierno constitucional del populista Juan Domingo Perón— con la venia de parte de la UCR y hasta el 25 de mayo de 1973, fecha en la que asumió el gobierno constitucional de Héctor José Cámpora, las elecciones fueron irregulares y condicionadas y con el PJ partido mayoritario y partidos de índole comunista proscriptos.
A su vez el normal desenvolvimiento de los partidos se vio afectado por constantes golpes de Estado y gobiernos militares que impidieron sistemáticamente gobernar a peronistas y radicales hasta 1983. 
Lograda la continuidad democrática a partir de 1983, el país gozo de la mayor estabilidad política. En 1983 asume el presidente radical Raúl Alfonsín y en 1989 lo hace el peronista Carlos Menem, proveniente del Partido Justicialista, que lleva adelante un gobierno de corte liberal (se aplicaron algunas medidas). Esto hace que cierto sector progresista o de centroizquierda comience a tener un lugar en el escenario político nacional. En las elecciones de 1995, por primera vez en cien años, el radicalismo no fue ninguna de las dos fuerzas mayoritarias en una elección presidencial libre, sin la proscripción del peronismo. Durante esa década ambos partidos sufrirán divisiones y fuertes fracturas internas, dando lugar a la formación de alianzas, desgajamientos y a la creación de nuevas fuerzas políticas. En el espectro de derecha política aparecerá la Unión del Centro Democrático (oficialmente UCEDE, también conocida como UCeDe o UCeDé), un partido que gozó de cierta popularidad a finales del siglo XX y que fue fundado en 1982 por el economista Álvaro Alsogaray y exfuncionario en los gobiernos del presidente constitucional Arturo Frondizi y de los presidentes de hecho Pedro Eugenio Aramburu y Juan Carlos Onganía. A mediados de la década de 1990, el partido había perdido gran parte de su caudal electoral, flaqueado por hechos de corrupción que involucraban varios miembros del partido. Su fundador anunciaba en 1997 que en la UCeDé «hay corrupción, desorden e indisciplina». Varios miembros principales del partido fueron procesados por hechos de corrupción; entre ellos Alberto Albamonte, María Julia Alsogaray, entre otros.
Tras la gran crisis económica, social y política que Argentina sufrió a partir de 1999, y que hizo eclosión el 19 y 20 de diciembre de 2001 los partidos políticos cayeron en un desprestigio generalizado, que se manifestó emocionalmente en una consigna coreada constantemente por los manifestantes: «¡Que se vayan todos!». Tras el colapso económico del gobierno radical de Fernando de la Rúa, el radicalismo sufrió un declive electoral nacional pronunciado y varias fracturas, pero manteniendo presencia provincial en Corrientes y Mendoza y una considerable representación parlamentaria. El Partido Justicialista, sin fracturarse formalmente, se presenta dividido a partir de las elecciones de 2003. En 2008 fue normalizado, recayendo la presidencia del partido en el expresidente justicialista Néstor Kirchner. Los sectores que no reconocen la conducción de Kirchner, conformaron el Peronismo Federal; mientras que por otro lado aparece el kirchnerismo y el Frente para la Victoria dentro del Partido Justicialista, pero con importantes aliados en el radicalismo (los llamados Radicales K) y otros partidos; ganó las elecciones presidenciales de 2003, de 2007 y de 2011. El partido se coloca a la centroizquierda del espectro político. En las elecciones presidenciales de 2011, Cristina Kirchner obtuvo el 54,11 % de los votos, accediendo así a un segundo mandato. En dicha elección, el Frente para la Victoria logró el mayor porcentaje alcanzado en una elección presidencial desde 1983. Además quedó tercera en porcentaje de votos, después de Juan Domingo Perón e Hipólito Yrigoyen. En 2005 se creó junto a Compromiso para el Cambio de Macri, la alianza Propuesta Republicana (PRO). Aparecerá en escena el denominado macrismo con Compromiso para el Cambio, como fuerza política de derecha que en 2007 y 2011 ganó la Ciudad de Buenos Aires
En 2015, se formó la alianza Cambiemos, con el PRO, la UCR y la CC-ARI; en las PASO, se eligió a Mauricio Macri en la interna. En las elecciones generales quedó segundo con un 34,15%, solo detrás del justicialista Daniel Scioli con 37,08%. Así, el domingo 22 de noviembre de 2015 se dio el primer balotaje de la historia argentina, del que resultó ganador Mauricio Macri.
- El Partido Socialista (PS) se unificó y en 2007 ganó en el tercer distrito electoral (Santa Fe).[17] Electoralmente tiende a establecer alianzas con la reconocida Unión Cívica Radical, con la Coalición Cívica ARI, GEN y partidos de centro-izquierda como Libres del Sur.
- Varios grupos y partidos de izquierda lograron cierta inserción entre los trabajadores desocupados e informales; y también un crecimiento entre segmentos de trabajadores ocupados, posibilitando la dirección en sindicatos y en el movimiento estudiantil. En el año 2011 se crea el Frente de Izquierda y los Trabajadores (integrado por el Partido Obrero, el PTS e Izquierda Socialista) que ha obtenido cuatro diputados nacionales así como representaciones provinciales y regionales en las elecciones de 2013 y 2015.

A pesar de este éxito en las elecciones presidenciales de 2015, Macri no podría replicar su éxito en las elecciones presidenciales de 2019 y terminaría ganando el candidato del Peronismo, Alberto Fernández.
En las elecciones primarias de 2023 aparece un nuevo espacio antipolítica en el escenario político argentino, es decir, un espacio político argentino sin radicales y peronistas. Se trata de La Libertad Avanza de Javier Milei; en aquellas elecciones obtuvieron la mayoría de votos y ganaron en la mayoría de las provincias, Obteniendo el  30.04% de los votos en el escrutinio provisorio.
A pesar del rotundo éxito de La Libertad Avanza en las elecciones primarias (PASO), el entonces Ministro de Economía, Sergio Massa, experimentó un notable triunfo en las elecciones generales al convertirse en el candidato más votado. No obstante, Massa no lograría repetir ese éxito en la segunda vuelta electoral, cediendo la presidencia de Argentina al candidato libertario Javier Milei.

## Listado de partidos políticos
Para consultar un listado de los partidos políticos, coaliciones y alianzas, actuales e históricos, de la Argentina, véase la lista de partidos políticos de Argentina.

## Reconocimiento
Jurídicamente, los partidos reconocidos «de orden nacional», a la fecha de la última elección nacional, son 67. Si bien la afiliación de la mayoría de los partidos nacionales es consistente con la distribución de la población, hay excepciones notables, generalmente producidas porque algunos partidos alcanzaron su mayor desarrollo en determinada provincia a la cual han gobernado en el pasado. Es el caso del Partido Autonomista (65 % de sus 38 000 afiliados es de Corrientes, provincia que gobernó durante la década de 1990), el Partido Demócrata Progresista (60 % de sus 34 000 afiliados es de Santa Fe, donde ocupó la intendencia de Rosario durante varios años), o el Partido Socialista (con más afiliados en Santa Fe, que en la de Buenos Aires).Muchos de los partidos que figuran en los quince primeros puestos como el Movimiento de Integración y Desarrollo, llevan décadas de resultados electorales que no se condicen con la cantidad de afiliados, o incluso no compiten ya de manera individual sino únicamente integrando frentes con otras agrupaciones.
Ocurre que las afiliaciones no caducan mientras el ciudadano viva, y hay quienes no quieren molestarse en hacer el trámite de desvinculación por lo cual siguen figurando como adherentes a partidos a los cuales ya no apoyan con su voto.

## SigloXXI
El 9 de julio de 2009, Cristina Fernández de Kirchner convocó a un amplio proceso de diálogo político, meses después producto de estos encuentros, se elaboró un proyecto de Ley que sirvió para el tratamiento de más de cien proyectos vinculados, de los que fueron incorporados numerosos aportes, procediéndose a la sanción de ley de reforma política del 2009 impulsada por Cristina Fernández de Kirchner de Democratización de la Representación. Esta ley implementó el sistema de primarias abiertas, simultáneas y obligatorias. Fue sancionada el 2 de diciembre de 2009. La ley establecía elecciones primarias en las que cada agrupación política presenta sus candidatos, pudiendo tener una o más líneas internas. La ciudadanía elegirá entre los candidatos de orden nacional (presidente, senadores y diputados) de las agrupaciones del partido que desee. Los partidos políticos presentan a todos sus precandidatos a todos sus cargos a elegir y los ciudadanos votan a sus precandidatos preferidos para competir por dicho cargo. 
Asimismo se estableció la distribución gratuita de publicidad electoral de forma equitativa, que serán sorteados públicamente y la Dirección Nacional Electoral del Ministerio del Interior los distribuirá entre los partidos políticos, dirtrubuyendo el 50% de los espacios entre todos los partidos políticos y el 50% restante en forma proporcional a la cantidad de votos obtenidos en la elección general anterior. La ley tuvo un total de 110 artículos y perseguía los objetivos de generar una mayor democratización al interior de los partidos políticos y su apertura a la sociedad, proveer de mecanismos y reglas institucionales que contribuyan a la estabilidad y representatividad de los partidos políticos, reducir las asimetrías entre fuerzas políticas por medio de la regulación de los mecanismos de financiamiento de los partidos y las campañas electorales, y racionalizar y modernizar algunos aspectos de la administración electoral y transparentar las campañas políticas.
Esta Ley modificó, entre otras, a la Ley Orgánica de los Partidos Políticos y a la Ley de Financiamiento de los Partidos Políticos. Además, se modificó la cantidad mínima de afiliados que debe tener un partido político para no perder la personería jurídica, y así, tener la posibilidad de presentarse a elecciones. Desde ese momento todos los partidos chicos están en un proceso de recuperación de la personería partidaria en cada distrito electoral.
El 2 de noviembre de 2012 Cristina Kirchner promulgó la ley 26.774 de Ciudadanía Argentina aprobada con 131 votos a favor, 2 en contra y 1 abstención. en pos de habilitar a los jóvenes de 16 y 17 años a votar en elecciones nacionales, establece que el voto para esos nuevos electores será optativo, dicha ley permitió ampliar el derecho a voto para 500.000 jóvenes que fueron habilitados a ejercer su voto, representando alrededor del 3 por ciento del padrón electoral. La aprobación de la ley 26.774 puso a Argentina en el selecto grupo de países y regiones que permiten votar a los ciudadanos de 16 y 17 años. 
En 2013 se lanzaron entre otras medidas para agilizar el conteo y garantizar una mayor transparencia la aplicación de sobres inviolables para trasladar los telegramas, mayor participación de los fiscales y seguimiento por GPS en tiempo real de camiones en el repliegue de urnas son algunas de las medidas que se adoptarán por primera vez para asegurar la transparencia y "reafirmar la legitimidad" de la elección presidencial de ese año. Se estableció que los fiscales partidarios tengan acceso a los equipos necesarios para poder seguir en tiempo real todo el proceso, y que puedan estar presentes en los centros de recepción, digitalización y transmisión de los telegramas de escrutinio.